# Pałac w Biestrzykowicach
Pałac w Biestrzykowicach – zabytkowy pałac wybudowany w Biestrzykowicach.
Pałac został zbudowany w połowie XVIII w. przez małżeństwo Johanny Chrystiany z domu von Gebhard i Franza Weigarta von Frankenberg–Proschlitz w stylu barokowym, w XIX w. przebudowany w stylu neoklasycyzm przez jednego z kolejnych właścicieli Hugo von Garnier aus dem Hause Turawa właściciela browaru i zamku w pobliskim Namysłowie. 

## Opis
Piętrowy pałac wybudowany na planie prostokąta, kryty dachem mansardowym z lukarnami. Od frontu portyk z głównym wejściem, nad nim szczyt z trzema oknami zwieńczony trójkątnym frontonem. Obiekt otaczał zespół parkowy, w którym rozmieszczono 16 rzeźb barokowych m.in. dłuta mistrza Henryka Hartmanna. Najokazalsze z nich to zespół tzw. „Czterech Pór Roku” dziś zdobiące Wzgórze Uniwersyteckie w Opolu.